# John Degenkolb
John Degenkolb (* 7. Januar 1989 in Gera) ist ein deutscher Radrennfahrer. Er gewann im Sprint die Klassiker Paris–Roubaix, Mailand–Sanremo, Gent–Wevelgem und Paris–Tours sowie Etappen der Tour de France, des Giro d’Italia und der Vuelta a España.

## Sportliche Laufbahn
Zum Radsport kam er durch seinen Vater Frank Degenkolb, der in der DDR als Radrennfahrer aktiv war. Sein erstes Rennen bestritt er 1997. Degenkolb war bereits als Nachwuchsfahrer sehr erfolgreich. So stand er von 2005 bis 2007 in seiner Altersklasse am Jahresende in der Rangliste des BDR jeweils auf Rang eins. 2006 gewann er die Gesamtwertung der Junioren-Bundesliga, 2008 und 2010 die Gesamtwertung der U23. Er errang in diesen Altersklassen mehrere Deutsche Meisterschaften auf der Bahn und im Zeitfahren. Im Jahr 2007 wurde er Junioren-Vizeweltmeister im Zeitfahren.
Im Jahre 2008 wechselte er zum Thüringer Energie Team, das den Status als Continental Team besaß. In der Altersklasse U23 gewann er 2008 die Gesamtwertung der Rad-Bundesliga, wurde 2010 Deutscher Straßenmeister  und 2010 Vizeweltmeister im Straßenrennen.
2011 schloss er sich dem US-amerikanischen UCI ProTeam HTC-Highroad an. In seinem ersten Jahr dort konnte er insgesamt sieben Siege einfahren, unter anderem zwei Etappen des Critérium du Dauphiné und das Eintagesrennen Eschborn–Frankfurt gewinnen.
Da sich das Team HTC-Highroad zum Jahresende 2011 auflöste, wechselte John Degenkolb 2012 zum Professional Continental Team Argos-Shimano. Dort erzielte er u. a. einen fünften Platz bei Mailand–Sanremo und vierte Plätze bei der Straßen-Weltmeisterschaft sowie bei Paris–Tours. Er siegte in insgesamt zwölf internationalen Radrennen, darunter gewann er u. a. bei seiner zweiten Grand-Tour-Teilnahme, der Vuelta a España 2012, fünf Etappen, was vor ihm noch keinem Deutschen gelungen war. Darüber hinaus wurde er Erster der Gesamteinzelwertung der UCI Europe Tour 2012.
Im Mai 2013 folgte dann der erste Etappensieg bei der nächsten großen Rundfahrt, dem Giro d’Italia. Im August 2013 gewann John Degenkolb im Sprint sein erstes UCI-WorldTour-Eintagesrennen, die Vattenfall Cyclassics, und im Oktober ebenfalls im Sprint mit Paris–Tours seinen ersten Klassiker.
Im März 2014 trug Degenkolb beim belgischen Frühjahrsklassiker Gent–Wevelgem den Sieg davon. Er war damit der erste Deutsche seit Marcus Burghardt im Jahr 2007, der das Rennen für sich entscheiden konnte. Degenkolb gewann bei Paris–Roubaix 2014 den Sprint der Verfolger hinter dem 6 km vor dem Ziel ausgerissenen Niki Terpstra und wurde so Zweiter bei diesem Monument des Radsports. Bei der Vuelta a España 2014 konnte er vier Etappen für sich entscheiden und holte das Grüne Trikot des Punktbesten.
Im März 2015 gewann Degenkolb den Frühjahrsklassiker Mailand–Sanremo im Sprint eines 26-köpfigen Vorderfelds und damit zum ersten Mal eines der Monumente des Radsports. Im Vélodrome von Roubaix fuhr er wenige Wochen später als Erster einer sieben Fahrer starken Spitzengruppe über die Ziellinie und war damit der erste Deutsche seit 119 Jahren (nach Josef Fischer im Jahr 1896), der das Rennen Paris–Roubaix gewinnen konnte sowie der dritte Radrennfahrer nach dem Belgier Cyrille Van Hauwaert (1908) und dem Iren Sean Kelly (1986), der diese beiden Radsport-Klassiker innerhalb eines Jahres für sich entschied. Bei der Vuelta a España 2015 gewann er die letzte Etappe in Madrid und erreichte damit seinen zehnten Etappensieg im Rahmen der Vuelta a España.
Am 23. Januar 2016 wurde Degenkolb – wie seine Mannschaftskollegen Max Walscheid, Warren Barguil, Ramon Sinkeldam, Chad Haga und Fredrik Ludvigsson – bei einer Trainingsfahrt nahe dem spanischen Calpe bei einem Unfall verletzt, einige Fahrer schwer. Eine ältere britische Touristin war auf der falschen Straßenseite und in die Trainingsgruppe hinein gefahren. Degenkolb erlitt einen Unterarmbruch und verlor fast die Kuppe seines linken Zeigefingers. Bei Operationen wurde Gewebe aus der Hüfte in den Finger transplantiert, und Degenkolb musste eine Schiene tragen, damit der Finger nicht erschüttert wird. In einem Pressegespräch gab Degenkolb an, dass er gegenüber der Unfallfahrerin „keine schlechten Gefühle hege“. Diese habe den Unfall schließlich nicht mit Absicht verursacht: „Was sie jetzt durchmacht, ist Strafe genug.“ Er werde allerdings juristische Schritte einleiten.
Seinen ersten Renneinsatz nach dem Unfall hatte Degenkolb am 1. Mai 2016 bei Eschborn–Frankfurt, wo er das Rennen aufgeben musste. Am 14. August 2016 gewann er mit der Abschlussetappe des Arctic Race of Norway sein erstes internationales Rennen nach seinem Comeback. In der Frühjahrssaison 2017 wurde er jeweils Siebter bei Mailand–Sanremo und der Flandern-Rundfahrt, Zehnter bei Paris-Roubaix und Dritter bei Eschborn–Frankfurt.
Bei den UCI-Straßen-Weltmeisterschaften 2017 war John Degenkolb als Kapitän der deutschen Nationalmannschaft nominiert. Am Morgen des ersten Wettkampftages gab der Bund Deutscher Radfahrer bekannt, dass Degenkolb aus gesundheitlichen Gründen nicht starten könne. Wenige Tage später meldete sein Team Trek-Segafredo, dass Degenkolb zu Untersuchungen an Herz und Lunge in ein Krankenhaus eingeliefert worden sei.
Nachdem Degenkolb zu Beginn der Saison 2018 zunächst zwei Abschnitte der Mallorca Challenge im Sprint gewann, erkrankte er bei Paris-Nizza an einer Nasennebenhöhlenentzündung, so dass er bei Mailand-Sanremo nicht starten konnte. Zwar beendete er die Flandern-Rundfahrt auf Rang 32 und Paris-Roubaix auf Rang 17, stürzte aber bei dem letzten Rennen auf das Knie und musste hierauf eine Trainingspause von einem Monat einlegen. Aufgrund mangelnder Form stand in Frage, ob er für die Tour de France 2018 aufgestellt werde. Bei der Tour steigerte er sich und gewann die über Kopfsteinpflaster führende 9. Etappe nach Roubaix und führte im Sprint einer dreiköpfigen Spitzengruppe. Somit gewann er mindestens jeweils eine Etappe bei allen drei Grand Tours.
In der Saison 2019 wurde Degenkolb durch den Sieg im Sprint der Verfolger Zweiter bei Gent-Wevelgem, konnte bei den Monumenten des Radsports jedoch keine vordere Platzierung erzielen. Im August 2019 gab er sein Ausscheiden bei Trek-Segafredo zum Jahresende bekannt und unterschrieb einen Vertrag beim belgischen Team Lotto Soudal mit einer Laufzeit bis Ende 2021. Bei der Tour de France 2020 stürzte er während der regnerischen 1. Etappe und verletzte sich an den Knien. Infolge der Verletzungen kam er knapp außerhalb der Karenzzeit ins Ziel und wurde daher aus dem Wettkampf genommen.
Zu Beginn der Saison 2022 wechselte Degenkolb zum Team DSM, für das er schon von 2012 bis 2016 gefahren war. Sein Aufgabenschwerpunkt sollte die Rolle als Mentor der jungen Fahrer sein. Bei Paris–Roubaix 2023 war er Teil der Spitzengruppe, die das Rennen entschied, kollidierte aber 18 Kilometer vor dem Ziel mit dem späteren Sieger Mathieu van der Poel und wurde Siebter.

## Sonstiges
Degenkolb ist in Gera geboren und in Weißenburg in Bayern aufgewachsen und besuchte die dortige Realschule. Degenkolb ist verheiratet, wohnt in Oberursel und ist seit 2. Januar 2015 Vater eines Sohnes. Degenkolb ist Fan von Eintracht Frankfurt.
Bevor er seine Profikarriere startete, machte Degenkolb eine Ausbildung am Bildungszentrum der Thüringer Polizei in Meiningen, wo er der Sportfördergruppe Sommer angehörte. Er ist beurlaubter Polizeimeister im mittleren Polizeivollzugsdienst und seit dem 28. Januar 2011 Beamter auf Lebenszeit.
Im Oktober 2018 wurde Degenkolb als erster Sportler zum Botschafter der Les Amis de Paris–Roubaix ernannt, einem Zusammenschluss freiwilliger Helfer, die sich darum bemühen, die Strecke des erstmals 1896 ausgetragenen französischen Klassikers in gutem Zustand zu halten. Er will die Amis auch finanziell unterstützen und dem vereinseigenen Museum Erinnerungsstücke von sich überlassen. Nachdem der Veranstalter der Juniorenausgabe von Paris-Roubaix Le Pavé de Roubaix, der VC Roubaix, im Februar 2019 mitteilte, dass die Ausgabe des laufenden Jahres aufgrund von fehlenden Sponsorengeldern in Höhe von 10.000 Euro drohte auszufallen, initiierte Degenkolb eine Spendenkampagne auf der Plattform GoFundMe und spendete selbst 2.500 Euro. Der erforderliche Betrag war binnen eines Tages gesichert; darüber hinausgehende Gelder sollen für Les Amis de Paris-Roubaix verwendet werden. Im Januar 2020 wurde als Anerkennung für dieses Engagement der Pavé-Abschnitt Secteur d’Hornaing à Wandignies-Hamage nach Degenkolb benannt.

## Ehrungen
- 2012 Deutscher Radsportler des Jahres[36]
- 2013 und 2014 „Frankfurts Sportler des Jahres“[37]
- 2015 Deutscher Radsportler des Jahres[38]

## Erfolge

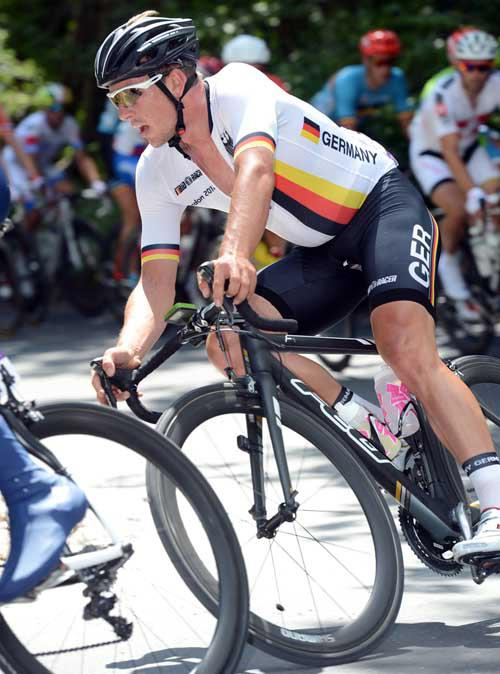
Degenkolb beim Straßenrennen der Olympischen Spiele 2012 in London

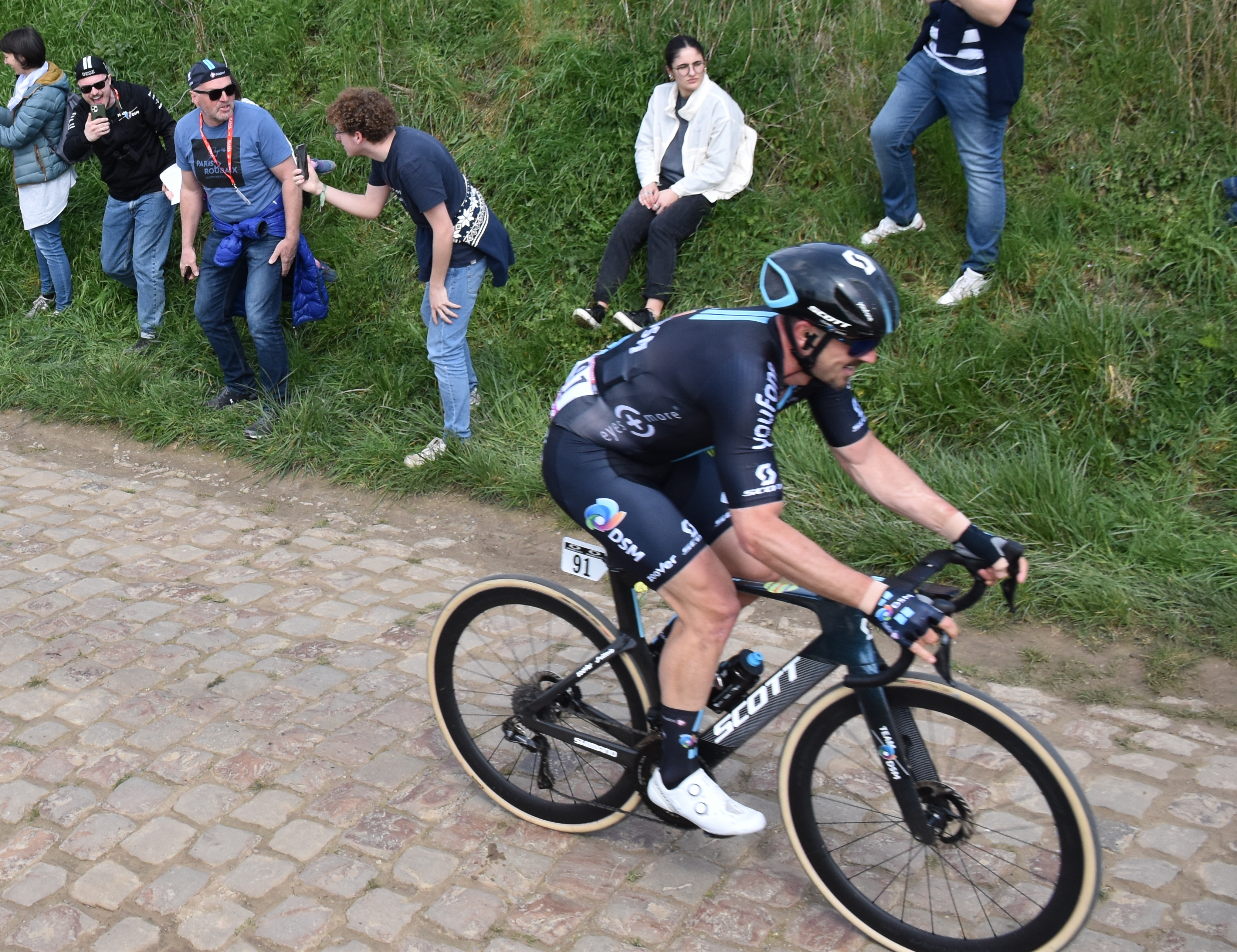
John Degenkolb (Paris–Roubaix 2023)

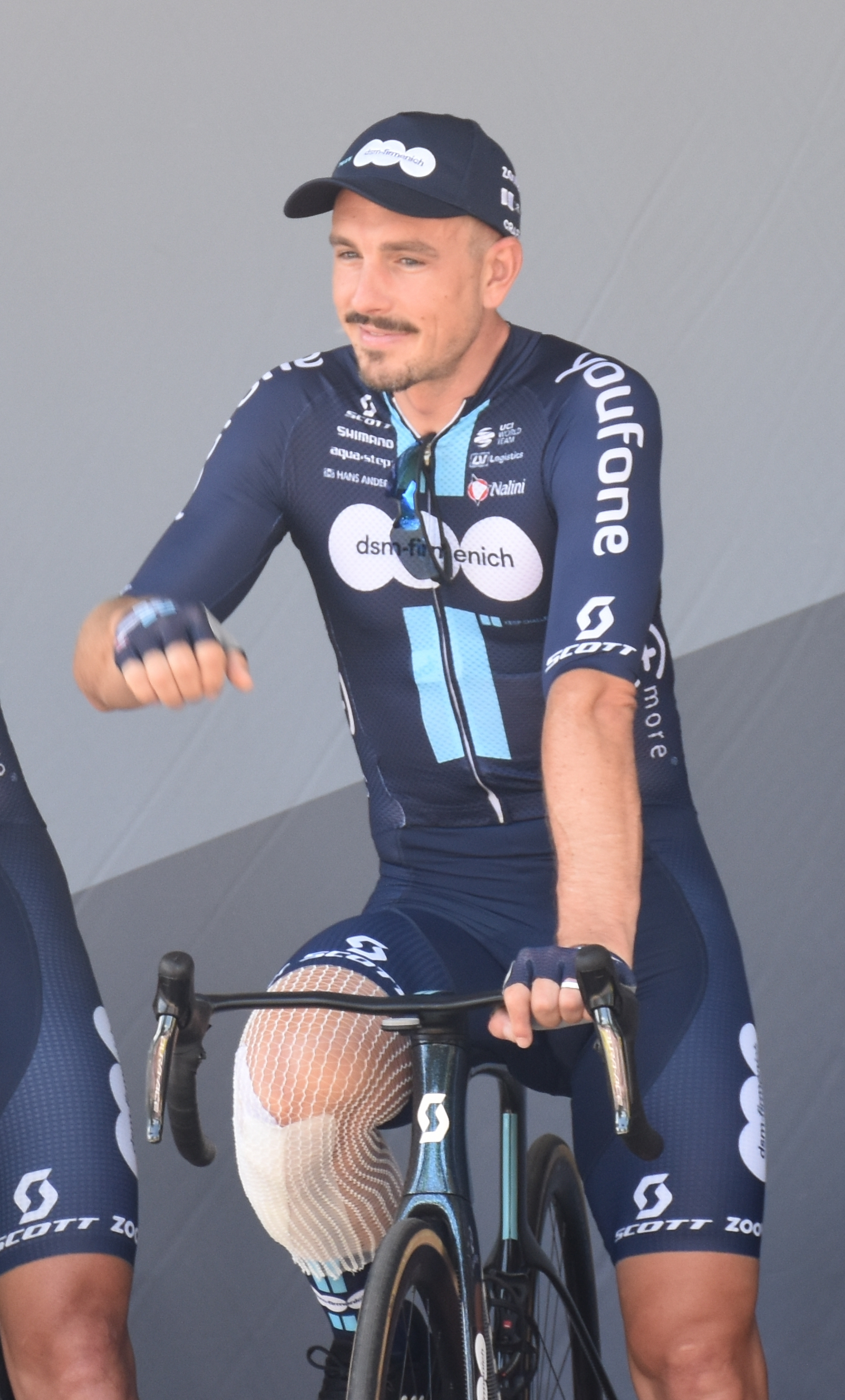
John Degenkolb – Tour de France 2023.

2005
- Deutscher Meister – Punktefahren (Jugend)
- Deutscher Meister – Straßenrennen (Jugend)

2006
- Mannschaftszeitfahren Course de la Paix Juniors

2007
- Weltmeisterschaft – Einzelzeitfahren (Junioren)
- Deutscher Meister – Einzelzeitfahren (Junioren)

2008
- eine Etappe Internationale Thüringen Rundfahrt

2010
- zwei Etappen Tour de Bretagne
- zwei Etappen und Punktewertung FBD Insurance Rás
- Deutscher Meister – Straßenrennen (U23)
- Gesamtwertung, eine Etappe und Punktewertung Internationale Thüringen Rundfahrt
- eine Etappe Tour Alsace
- zwei Etappen Tour de l’Avenir
- Weltmeisterschaft – Straßenrennen (U23)

2011
- eine Etappe Volta ao Algarve
- eine Etappe Driedaagse van West-Vlaanderen
- Eschborn–Frankfurt
- eine Etappe Bayern-Rundfahrt
- zwei Etappen Critérium du Dauphiné

2012
- zwei Etappen Quatre Jours de Dunkerque
- Gesamtwertung und zwei Etappen Tour de Picardie
- eine Etappe Tour de Pologne
- fünf Etappen Vuelta a España
- Grand Prix d’Isbergues
- Einzelwertung UCI Europe Tour

2013
- eine Etappe Giro d’Italia
- Vattenfall Cyclassics
- zwei Etappen Tour de l’Eurométropole
- Paris–Bourges
- Paris–Tours

2014
- drei Etappen Tour Méditerranéen
- eine Etappe und Punktewertung Paris–Nice
- Gent–Wevelgem
- vier Etappen und  Punktewertung Vuelta a España
- Paris–Bourges

2015
- eine Etappe Dubai Tour
- Mailand–Sanremo
- Paris–Roubaix
- zwei Etappen und Punktewertung Bayern-Rundfahrt
- eine Etappe Vuelta a España

2016
- eine Etappe und Punktewertung Arctic Race of Norway
- Sparkassen Münsterland GIRO

2017
- eine Etappe Dubai Tour

2018
- Trofeo Felanitx-Ses Salines-Campos-Porreres
- Trofeo Palma
- eine Etappe Tour de France

2019
- eine Etappe Tour La Provence

2020
- eine Etappe Luxemburg-Rundfahrt

## Wichtige Platzierungen
| Grand Tour            | 2011 | 2012 | 2013 | 2014 | 2015 | 2016 | 2017 | 2018 | 2019 | 2020 | 2021 | 2022 | 2023 | 2024 |
| --------------------- | ---- | ---- | ---- | ---- | ---- | ---- | ---- | ---- | ---- | ---- | ---- | ---- | ---- | ---- |
| Giro d’ItaliaGiro     | –    | –    | DNF  | –    | –    | –    | –    | –    | –    | –    | –    | –    | –    | –    |
| Tour de FranceTour    | –    | –    | 121  | 123  | 109  | 148  | 121  | 111  | –    | DNF  | –    | 104  | 145  | 122  |
| Vuelta a EspañaVuelta | 144  | 131  | –    | 116  | 90   | –    | DNF  | –    | 124  | –    | –    | 124  | –    | –    |

| Weltmeisterschaft        | 2011 | 2012 | 2013 | 2014 | 2015 | 2016 | 2017 | 2018 | 2019 | 2020 | 2021 | 2022 | 2023 | 2024 |
| ------------------------ | ---- | ---- | ---- | ---- | ---- | ---- | ---- | ---- | ---- | ---- | ---- | ---- | ---- | ---- |
| StraßenrennenStraße      | 111  | 4    | 42   | 9    | 29   | DNF  | –    | –    | 15   | DNF  | DNF  | –    | 16   | –    |
| EinzelzeitfahrenEZF      | –    | –    | –    | –    | –    | –    | –    | –    | –    | –    | –    | –    | –    | –    |
| MannschaftszeitfahrenMZF | –    | –    | –    | –    | –    | 7    | –    | –    | –    | –    | –    | –    | –    | –    |

| Monument                 | 2011 | 2012 | 2013 | 2014 | 2015 | 2016 | 2017 | 2018 | 2019 | 2020 | 2021 | 2022 | 2023 | 2024 | 2025 |
| ------------------------ | ---- | ---- | ---- | ---- | ---- | ---- | ---- | ---- | ---- | ---- | ---- | ---- | ---- | ---- | ---- |
| Mailand–Sanremo          | –    | 5    | 18   | 39   | 1    | –    | 7    | –    | 84   | –    | 32   | –    | 39   | –    | 64   |
| Flandern-Rundfahrt       | 94   | 59   | 9    | 15   | 7    | –    | 7    | 32   | 29   | 9    | 30   | 18   | 19   | 37   | DNF  |
| Paris–Roubaix            | 19   | 63   | 28   | 2    | 1    | –    | 10   | 17   | 28   | –    | 53   | 18   | 7    | 11   | –    |
| Lüttich–Bastogne–Lüttich | –    | –    | –    | –    | –    | –    | –    | –    | –    | –    | –    | –    | –    | –    |      |
| Lombardei-Rundfahrt      | –    | –    | –    | –    | –    | –    | –    | –    | –    | –    | –    | –    | –    | –    |      |